# رون فرك
رُون فْرِك (بالإنجليزية: Ron Fricke) هو مخرج ومصور سينمائي أميركي متخصص في تصوير تايم لابس وتصوير سينمائي كبير المقاس. كان مدير التصوير لفيلم كويانسقاتسي (1982) وأخرج الفيلم الصامت غير الروائي والمرئي البحت «بركة» (1992). صمم واستخدم آلة التصوير بحجم 65 مم في تصوير فيلمه بركة وفي مشاريعه الأخرى اللاحقة.
أخرج الفيلم «كرونوس» لآيماكس (1985) و«موقع مقدس.» وعمل مصورا سينمائيا في فيلم حرب النجوم الجزء الثالث: انتقام السيث (تعاقد على تصوير انفجار جبل إتنا في صقلية للاستخدام في المشاهد في الكوكب البركاني «مستفار»). والجزء الثاني من فيلم «بركة»، وهو «سامسارا»، قُدِّمَ في مهرجان تورونتو السينمائي الدولي سبتمبر 2011.
يكتب فرك عن عمله:

## أفلام

### كمخرج
- كرونوس (1985)
- موقع مقدس (1986)
- بركة (1992)
- سامسارا (2011)

### كمصور سينمائي
- كويانسقاتسي (1982)
- فنان نووي (1982)
- كرونوس (1985)
- موقع مقدس (1986)
- بركة (1992)
- سامسارا (2011)
- رحلة هانومان (2013)

## روابط خارجية
- رون فرك على موقع IMDb (الإنجليزية)
- رون فرك على موقع ألو سيني (الفرنسية)
- رون فرك على موقع أول موفي (الإنجليزية)
- رون فرك على موقع قاعدة بيانات الأفلام السويدية (السويدية)
- رون فرك على موقع قاعدة بيانات الفيلم (الإنجليزية)
- رون فرك على موقع كينوبويسك (الروسية)
- كويانسقاتسي
- كرونوس
- بركة
- سامسارا
- الموقع الرسمي لفيلمي بركة وسامسارا